# .gg
Pour les articles homonymes, voir GG.
.gg est le domaine de premier niveau national (country code top level domain : ccTLD) réservé à Guernesey.
Ce domaine est également utilisé par les sites de jeux vidéo en référence à l'expression "GG" (Good Game) souvent employée par les joueurs.

## Domaines de deuxième niveau
- .co.gg -  domaines commerciaux et personnels
- .gov.gg - gouvernements de Guernesey, Aurigny et Sercq
- .net.gg - Services Internet et commerciaux
- .sch.gg - écoles
- .org.gg - organisations

Un nouveau nom de domaine peut être enregistré au second niveau.